# ویلتون (کنتیکت)
ویلتون (به انگلیسی: Wilton) یک منطقهٔ مسکونی در ایالات متحده آمریکا است که در کنتیکت واقع شده‌است.

## خصوصیات
ویلتون ۷۱٫۰ کیلومترمربع مساحت و ۱۸٬۰۶۲ نفر جمعیت دارد و ۱۰۲ متر بالاتر از سطح دریا واقع شده‌است.